# Ichneumon magistratus
Ichneumon magistratus là một loài tò vò trong họ Ichneumonidae.